# Evan O'Hanlon
Evan George O'Hanlon, OAM (Sydney, 4 de maio de 1988) é um atleta paralímpico australiano que compete principalmente em provas de velocidade da categoria T38. Defendeu as cores da Austrália disputando os Jogos Paralímpicos do Rio de Janeiro, em 2016, onde obteve a medalha de prata nos 100 metros masculino T38.
Já conquistou cinco medalhas de ouro em dois Jogos Paralímpicos – Pequim 2008 e Londres 2012.